# Eliland Öttl
Eliland Öttl (* 9. September 1653 in Obersteinbach (Bad Heilbrunn); † 1707) war während des bayerischen Volksaufstandes Abt von Benediktbeuern.
Tobias (= Taufname) Öttl schloss 1675 das Jesuitengymnasium München (heute: Wilhelmsgymnasium München) ab und trat anschließend in das Benediktinerkloster Benediktbeuern ein. Dort wurde er 1690 zum Abt gewählt. Nach Eliland († nach 808), dem Mitgründer des Klosters, war er somit der zweite Abt, der diesen Namen führte.
Pater Karl Meichelbeck berichtet, wie Abt Eliland II. den Gesprächen der aus Tirol zurückmarschierenden bayerischen Truppen entnahm, dass das Militär an einen Schutz der Grenzen gegen die nachdrängenden Tiroler nicht dachte. Christian Probst schreibt, dass sich Abt Eliland auf sein Pferd warf und sofort persönlich sein Landvolk 1703 gegen die Tiroler Eindringlinge anführte.
Im Januar 1704 konnte die Eroberung des Klosters durch österreichische Kräfte nur knapp abgewendet werden.
Die Äbte der Klöster gerieten mit Beginn des Aufstandes im Dezember 1705 in eine schwierige Lage. Das Kloster Benediktbeuern war erst im Oktober 1705 wegen Konspiration von der Kaiserlichen Administration in Bayern zur Verantwortung gezogen worden und laut Christian Probst nur knapp einer Exekution entgangen. Aus diesem Grund musste Abt Eliland trotz seiner kurbayerischen Gesinnung sehr vorsichtig sein. Er hatte bereits der Administration von den Unruhen seiner Untertanen am 13. und 14. Dezember 1705 berichtet.